# Ministerstwo Przemysłu i Handlu Federacji Rosyjskiej
Ministerstwo Przemysłu i Handlu Federacji Rosyjskiej (ros. Министерство промышленности и торговли Российской Федерации (Минпромторг России)) – federalny organ władzy wykonawczej w Federacji Rosyjskiej, odpowiedzialny za:
- kształtowanie polityki państwowej i regulacji prawnych w sferze kompleksów przemysłowych i obronno-przemysłowych, oszczędzania energii i zwiększania efektywności energetycznej w obrocie towarowym, a także w zakresie rozwoju techniki lotniczej, regulacji technicznej i zapewnienia jednolitości pomiarów, nauki i techniki w interesie obronności i bezpieczeństwa państwa, handlu zagranicznego i krajowego, gastronomii i usług konsumenckich, przemysłu lokalnego i rzemiosła;
- świadczenia usług publicznych, zarządzania majątkiem państwowym w dziedzinie przemysłu maszynowego, metalurgicznego, chemicznego, farmaceutycznego, biotechnologicznego, medycznego, lekkiego, leśnego, celulozowo-papierniczego i drzewnego, elektronicznego, lotniczego i stoczniowego, przemysłu komunikacyjnego, przemysłu radiowego, przemysłu amunicyjnego i chemikaliów specjalnych, uzbrojenia chemicznego, przemysłu broni konwencjonalnej oraz przemysłu lokalnego i rzemiosła;
- wspieranie eksportu wyrobów przemysłowych, zapewnienie dostęp do rynków zbytu dla towarów i usług, działalność wystawienniczą i targową, badań przed wprowadzeniem specjalnych środków ochronnych, antydumpingowych lub kompensacyjnych przy imporcie towarów, a także środków kompensacyjnych przewidzianych w Porozumieniu w sprawie jednolitych zasad udzielania subsydiów przemysłowych z dnia 9 grudnia 2010 w sprawie stosowania środków regulacji pozataryfowej, a także funkcje upoważnionego federalnego organu wykonawczego wdrażającego państwową regulację działalności handlu zagranicznego, z wyjątkiem kwestii regulacji celnej i taryfowej oraz kwestii związanych z przystąpieniem Federacji Rosyjskiej do Światowej Organizacji Handlu;
- regulacji technicznej.

## Ministrowie Przemysłu i Handlu Federacji Rosyjskiej
- Denis Manturow